# 温琴佐·祖科内利
温琴佐·祖科内利（義大利語：Vincenzo Zucconelli，1931年6月3日—），意大利男子自行车运动员。他曾代表意大利参加1952年夏季奥林匹克运动会自行车比赛，获得男子团体公路赛银牌。